# Markberg
Der Markberg ist ein 516,4 m ü. NHN hoher Berg zwischen Bad Orb und Mernes im Orber Reisig, einem Höhenzug im nördlichen Spessart im Main-Kinzig-Kreis in Hessen. Über den Berg verläuft der 111 Kilometer lange Eselsweg, der früher als Handelsstraße diente und heute ein Wanderweg ist. Der Markberg liegt im Gutsbezirk Spessart, ist bewaldet und bietet keine Aussicht.
Der 364 m ü. NHN hohe Kleine Markberg (50° 13′ 37,2″ N, 9° 23′ 42″ O) stellt einen als eigenständige Erhebung kaum ausgeprägten Ausläufer rund 2,7 km westlich des Marbergs dar.